# ФРГ на летних Олимпийских играх 1988
На летних Олимпийских играх 1988 года сборная ФРГ завоевала 11 золотых, 14 серебряных и 15 бронзовых медалей, что вывело сборную на 5-е место в неофициальном командном зачёте. Это было последним выступлением сборной ФРГ на Олимпийских играх; после объединения в 1990 году ГДР и ФРГ объединённую страну на Олимпийских играх 1992 года представляла уже команда объединённой Германии.

## Медалисты
| Медаль  | Спортсмен | Вид спорта           | Дисциплина                                               |
| ------- | --- | -------------------- | -------------------------------------------------------- |
| Золото  | Маттиас Бауман Ральф Эренбринк Клаус Эрхорн Тис Каспарайт | Конный спорт         | Конное троеборье, командное первенство                   |
| Золото  | Лудгер Бербаум Вольфганг Бринкман Дирк Хафемайстер Франке Слотак | Конный спорт         | Конкур, командное первенство                             |
| Золото  | Николе Упхофф | Конный спорт         | Выездка, личное первенство                               |
| Золото  | Райнер Климке Анн-Катрин Линзенхофф Моника Теодореску Николе Упхофф | Конный спорт         | Выездка, командное первенство                            |
| Золото  | Арнд Шмитт | Фехтование           | Мужчины, шпага, личное первенство                        |
| Золото  | Аня Фихтель | Фехтование           | Женщины, рапира, личное первенство                       |
| Золото  | Сабине Бау Аня Фихтель Цита-Эва Функенхаузер Аннетте Клуг Кристиане Вебер | Фехтование           | Женщины, рапира, командное первенство                    |
| Золото  | Томас Домиан Армин Айххольц Манфред Кляйн Вольфганг Менниг Маттиас Меллингхаус Томас Мёлленкамп Бане Рабе Экхардт Шульц Ансгар Весслинг | Академическая гребля | Мужчины, восьмёрки                                       |
| Золото  | Сильвия Шпербер | Стрельба             | Женщины, малокалиберная винтовка из трёх положений, 50 м |
| Золото  | Михаэль Гросс | Плавание             | Мужчины, 200 м баттерфляем                               |
| Золото  | Штеффи Граф | Теннис               | Женщины, одиночный разряд                                |
| Серебро | Дитер Бауман | Лёгкая атлетика      | Мужчины, 5000 м                                          |
| Серебро | Бернд Грёне | Велоспорт            | Мужчины, групповая гонка по шоссе 196,8 км               |
| Серебро | Ютта Нихаус | Велоспорт            | Женщины, групповая гонка по шоссе 82 км                  |
| Серебро | Маттиас Бер Томас Эндрес Маттиас Гей Ульрих Шрек Торстен Вайднер | Фехтование           | Мужчины, рапира, командное первенство                    |
| Серебро | Эльмар Боррман Фолькер Фишер Томас Герулль Александер Пуш Арнд Шмитт | Фехтование           | Мужчины, шпага, командное первенство                     |
| Серебро | Сабине Бау | Фехтование           | Женщины, рапира, личное первенство                       |
| Серебро | Франк Винеке | Дзюдо                | Мужчины, до 78 кг                                        |
| Серебро | Марк Майлинг | Дзюдо                | Мужчины, до 95 кг                                        |
| Серебро | Штефан Блёхер Дирк Бринкман Томас Бринкман Хайнер Допп Ханс-Хеннинг Фастрих Карстен Фишер Тобиас Франк Фолькер Фрид Ули Хенель Михаэль Хильгерс Андреас Келлер Михаэль Мец Андреас Молландин Томас Рек Кристиан Шлиман Эккхард Шмидт-Оппер                                             | Хоккей на траве      | Мужчины                                                  |
| Серебро | Петер-Михаэль Кольбе | Академическая гребля | Мужчины, одиночки                                        |
| Серебро | Сильвия Шпербер | Стрельба             | Женщины, пневматическая винтовка, 10 м                   |
| Серебро | Штефан Пфайффер | Плавание             | Мужчины, 1500 м вольным стилем                           |
| Серебро | Манфред Нерлингер | Тяжёлая атлетика     | Мужчины, свыше 110 кг                                    |
| Серебро | Герхард Химмель | Греко-римская борьба | Мужчины, до 100 кг                                       |
| Бронза  | Норберт Добелайт Эдгар Итт Ральф Любке Йёрг Вайхингер | Лёгкая атлетика      | Мужчины, эстафета 4×400 м                                |
| Бронза  | Рольф Даннеберг | Лёгкая атлетика      | Мужчины, метание диска                                   |
| Бронза  | Клаудия Зацкивиц | Лёгкая атлетика      | Женщины, 100 м с барьерами                               |
| Бронза  | Райнер Гис | Бокс                 | Мужчины, до 63,5 кг                                      |
| Бронза  | Роберт Лехнер | Велоспорт            | Мужчины, велотрек, гит 1000 м                            |
| Бронза  | Кристиан Хенн | Велоспорт            | Мужчины, групповая гонка по шоссе 196,8 км               |
| Бронза  | Карстен Хук | Конный спорт         | Конкур, личное первенство                                |
| Бронза  | Цита-Эва Функенхаузер | Фехтование           | Женщины, рапира, личное первенство                       |
| Бронза  | Гуйдо Грабов Фолькер Грабов Норберт Кесслау Йёрг Путтлиц | Академическая гребля | Мужчины, четвёрки распашные без рулевого                 |
| Бронза  | Йохан Ридерер | Стрельба             | Мужчины, пневматическая винтовка, 10 м                   |
| Бронза  | Рудольф Боммер Хольгер Фах Вольфганг Функель Армин Гёрц Роланд Грахаммер Томас Хесслер Томас Хёрстер Олаф Янссен Уве Кампс Герд Клеппингер Юрген Клинсман Франк Милль Карл-Хайнц Ридле Кристиан Шрайер Михаэль Шульц Ральф Зиверс Фриц Вальтер Вольфрам Вуттке Оливер Рек Гуннар Зауэр | Футбол               | Мужчины                                                  |
| Бронза  | Томас Фарнер Михаэль Гросс Райнер Хенкель Эрик Хохштайн | Плавание             | Мужчины, эстафета 4×200 м вольным стилем                 |
| Бронза  | Штеффи Граф Клаудиа Коде-Кильш | Теннис               | Женщины, парный разряд                                   |
| Бронза  | Петер Иммесбергер | Тяжёлая атлетика     | Мужчины, до 100 кг                                       |
| Бронза  | Мартин Цавия | Тяжёлая атлетика     | Мужчины, свыше 110 кг                                    |

## Состав сборной
Академическая гребля
1. Георг Агрикола
2. Армин Айххольц
3. Роланд Бар
4. Ансгар Весслинг
5. Кристоф Галанди
6. Гуидо Грабов
7. Фолькер Грабов
8. Оливер Грюнер
9. Франк Дитрих
10. Томас Домиан
11. Норберт Кесслау
12. Вольфганг Клапхек
13. Манфред Кляйн
14. Петер-Михаэль Кольбе
15. Кристоф Корте
16. Андреас Люткефельс
17. Маттиас Меллингхаус
18. Вольфганг Менниг
19. Томас Мёлленкамп
20. Йорг Путтлиц
21. Бане Рабе
22. Андреас Райнке
23. Мартин Руппель
24. Михаэль Твиттман
25. Ральф Тинель
26. Кристиан Хендл
27. Экхардт Шульц
28. Кордула Келлер
29. Беттина Кемпф
30. Эльке Маркворт
31. Габриэле Мель
32. Керстин Петерс
33. Церстин Петерс
34. Катрин Петерсман
35. Керстин Редерс
36. Майке Холлендер
37. Ингебург Шверцман
38. Анья Шефер

 Бокс
1. Маркус Ботт
2. Райнер Гис
3. Александер Кюнцлер
4. Норберт Нироба
5. Свен Оттке
6. Андреас Шнидерс

 Борьба
Вольная борьба
1. Ральф Бреммер
2. Александр Лайпольд
3. Бодо Луковски
4. Райнер Трик
5. Херберт Туч
6. Вильфрид Коллинг
7. Йорг Хельмдах
8. Райнер Хоугабель
9. Юрген Шайбе

Греко-римская борьба
1. Петер Бель
2. Фриц Гердсмайер
3. Рогер Гёсснер
4. Рыфат Йылдыз
5. Клаудио Пассарелли
6. Герхард Химмель
7. Маркус Шерер
8. Андреас Штайнбах

Велоспорт
 Шоссейный велоспорт
1. Бернд Грёне
2. Раймунд Ленерт
3. Кристиан Хенн
4. Эрнст Христль
5. Ремиг Штумпф
6. Ютта Нихаус
7. Фиола Паулиц
8. Инес Фаренкамп

 Трековый велоспорт
1. Франк Вебер
2. Томас Дюрст
3. Маттиас Ланге
4. Роберт Лехнер
5. Уве Мессершмидт
6. Уве Непп
7. Михаэль Рих

 Водное поло
1. Инго Боргман
2. Вернер Обшерникат
3. Райнер Оссельман
4. Франк Отто
5. Рене Райман
6. Петер Рёле
7. Дирк Тайсман
8. Армандо Фернандес
9. Томас Хубер
10. Хаген Штамм
11. Уве Штерцик
12. Андреас Эрль
13. Дирк Якоби

 Гребля на байдарках и каноэ
1. Дирк Йоэстель
2. Карстен Лёмкер
3. Томас Пфранг
4. Томас Райнек
5. Дирк Уласевский
6. Вольфрам Фауст
7. Хартмат Фауст
8. Гильберт Шнайдер
9. Райнер Шолль
10. Нильс Элльвангер
11. Рут Домгёрден
12. Йозефа Идем
13. Андреа Мартин
14. Клаудия Эстерхельд

 Дзюдо
1. Михаэль Базиньский
2. Франк Венеке
3. Александр фон дер Грёбен
4. Хельмут Дитц
5. Марк Майлинг
6. Штеффен Штранц
7. Гуидо Шумахер

 Конный спорт
1. Маттиас Бауман
2. Лудгер Бербаум
3. Вольфганг Бринкман
4. Тис Каспарайт
5. Райнер Климке
6. Франке Слотак
7. Дирк Хафемайстер
8. Карстен Хук
9. Ральф Эренбринк
10. Клаус Эрхорн
11. Анн-Катрин Линзенхофф
12. Моника Теодореску
13. Николе Упхофф

 Лёгкая атлетика
1. Дитер Бауман
2. Петер Браун
3. Вульф Вульф
4. Хайнц Вайс
5. Йорг Вайхингер
6. Рольф Даннеберг
7. Норберт Добеляйт
8. Ральф Зальцман
9. Кристоф Захер
10. Эдгар Итт
11. Петер Кляйн
12. Бодо Кун
13. Ральф Любке
14. Дитмар Мёгенбург
15. Клаус Тафельмайер
16. Карло Тренхардт
17. Йенс Фолькман
18. Кристиан Хаас
19. Алоис Ханнеккер
20. Фритц Хеер
21. Марк Хенрих
22. Юрген Хингзен
23. Дирк Швайсфурт
24. Флориан Швартхоф
25. Харальд Шмид
26. Гудрун Абт
27. Хельга Арендт
28. Забине Браун
29. Габриэла Вольф
30. Ульрике Зарвари
31. Гизела Кинцель
32. Зильке Кнолль
33. Габриэла Леш
34. Клаудия Лош
35. Вера Михаллек
36. Беате Петерс
37. Ирис Плоцицкая
38. Керстин Пресслер
39. Хайке Редецки
40. Забине Рихтер
41. Уте Тимм
42. Ингрид Тиссен
43. Андреа Томас
44. Клаудия Цацкевич
45. Микаэла Шабингер
46. Забине Эвертс
47. Карин Янке

 Настольный теннис
1. Георг Бём
2. Юрген Ребель
3. Йёрг Росскопф
4. Штеффен Фетцнер
5. Ольга Немес
6. Катья Нольтен

 Парусный спорт
1. Маттиас Адамчевский
2. Альберт Батцилль
3. Йенс-Петер Вреде
4. Роланд Геблер
5. Фриц Гирр
6. Штефан Кнабе
7. Петер Ланг
8. Дирк Мейер
9. Ханс-Юрген Пфоэ
10. Александр Хаген
11. Вольфганг Хунгер
12. Йоахим Хунгер
13. Томас Шмид
14. Катрин Адлькофер
15. Сюзанна Мейер

 Плавание
1. Петер Бермель
2. Йенс-Петер Берндт
3. Марк Варнекке
4. Гартмут Ведекинд
5. Торстен Вигель
6. Михаэль Гросс
7. Штефан Гюсген
8. Бьорн Зикарский
9. Петер Зитт
10. Александер Майер
11. Штефан Пффайфер
12. Томас Фарнер
13. Райнер Хенкель
14. Франк Хентер
15. Мартин Херрман
16. Франк Хоффмайстер
17. Эрик Хохштайн
18. Марион Айзпорс
19. Ина Бейерман
20. Бритта Дам
21. Карин Зайк
22. Биргит Лоберг-Шульц
23. Штефани Ортвиг
24. Кристиана Пильке
25. Габи Реха
26. Александра Русс
27. Катья Цилиокс
28. Свенья Шлихт
29. Хайке Эссер

 Прыжки в воду
1. Альбин Киллат
2. Вилли Мейер
3. Моника Кюн
4. Анке Мюльбауэр
5. Дорис Пехер
6. Эльке Хайнрихс

 Синхронное плавание
1. Дорис Айзенхофер
2. Хайке Фридрих
3. Герлинд Шеллер

## Результаты соревнований

### Академическая гребля
В следующий раунд из каждого заезда проходили несколько лучших экипажей (в зависимости от дисциплины). В финал A выходили 6 сильнейших экипажей, ещё 6 экипажей, выбывших в полуфинале, распределяли места в малом финале B
Мужчины
| Соревнование | Спортсмены                    | Предварительный заезд | Предварительный заезд | Предварительный заезд | Отборочный заезд | Отборочный заезд | Отборочный заезд | Полуфинал | Полуфинал | Полуфинал | Финал   | Финал   | Итоговое место |
| Соревнование | Спортсмены                    | Заезд                 | Время                 | Место                 | Заезд            | Время            | Место            | Заезд     | Время     | Место     | Время   | Место   | Итоговое место |
| ------------ | ----------------------------- | --------------------- | --------------------- | --------------------- | ---------------- | ---------------- | ---------------- | --------- | --------- | --------- | ------- | ------- | -------------- |
| одиночки     | Петер-Михаэль Кольбе          | 1                     | 7:12,35               | 3                     | 3                | 7:12,27          | 1 Q              | 2         | 7:01,76   | 1 QA      | Финал A | Финал A | 2              |
| одиночки     | Петер-Михаэль Кольбе          | 1                     | 7:12,35               | 3                     | 3                | 7:12,27          | 1 Q              | 2         | 7:01,76   | 1 QA      | 6:54,77 | 2       | 2              |
| двойки       | Франк Дитрих Михаэль Твиттман | 3                     | 6:45,73               | 2                     | 3                | 6:52,03          | 1 Q              | 1         | 6:54,24   | 4 QB      | Финал B | Финал B | 7              |
| двойки       | Франк Дитрих Михаэль Твиттман | 3                     | 6:45,73               | 2                     | 3                | 6:52,03          | 1 Q              | 1         | 6:54,24   | 4 QB      | 7:19,48 | 1       | 7              |

### Водное поло

#### Мужчины
Состав команды
| Мужская сборная Германии по водному поло | Мужская сборная Германии по водному поло | Мужская сборная Германии по водному поло | Мужская сборная Германии по водному поло | Мужская сборная Германии по водному поло | Мужская сборная Германии по водному поло | Мужская сборная Германии по водному поло | Мужская сборная Германии по водному поло |
| №                                        | Имя                                      | Дата рождения (возраст)                  | Рост                                     | Вес                                      | Клуб                                     | Игры                                     | Голы                                     |
| ---------------------------------------- | ---------------------------------------- | ---------------------------------------- | ---------------------------------------- | ---------------------------------------- | ---------------------------------------- | ---------------------------------------- | ---------------------------------------- |
| 1                                        | Петер Рёле (GK)                          | 6 марта 1957 (31 год)                    | 1,93 м                                   | 90 кг                                    | Шпандау 04                               | 7                                        | 0                                        |
| 2                                        | Дирк Якоби                               | 21 марта 1962 (26 лет)                   | 1,81 м                                   | 81 кг                                    | Дуйсбург                                 | 7                                        | 1                                        |
| 3                                        | Франк Отто                               | 10 февраля 1959 (29 лет)                 | 1,93 м                                   | 94 кг                                    | Каннштатт                                | 7                                        | 18                                       |
| 4                                        | Уве Штерцик                              | 27 апреля 1966 (22 года)                 | 1,80 м                                   | 80 кг                                    | Дуйсбергер Шпортверайн 98                | 7                                        | 3                                        |
| 5                                        | Армандо Фернандес                        | 11 мая 1955 (33 года)                    | 1,75 м                                   | 73 кг                                    | Шпандау 04                               | 7                                        | 4                                        |
| 6                                        | Андреас Эрль                             | 31 октября 1965 (22 года)                | 1,90 м                                   | 90 кг                                    | Шпандау 04                               | 7                                        | 6                                        |
| 7                                        | Инго Боргман (GK)                        | 17 июня 1965 (23 года)                   | 1,96 м                                   | 93 кг                                    | Дуйсбург                                 | 7                                        | 0                                        |
| 8                                        | Райнер Оссельман                         | 25 июля 1960 (28 лет)                    | 1,86 м                                   | 88 кг                                    | Дуйсбург                                 | 7                                        | 8                                        |
| 9                                        | Хаген Штамм                              | 12 июня 1960 (28 лет)                    | 1,91 м                                   | 100 кг                                   | Шпандау 04                               | 7                                        | 15                                       |
| 10                                       | Томас Хубер                              | 4 ноября 1963 (24 года)                  | 1,90 м                                   | 90 кг                                    | Дуйсбург                                 | 7                                        | 3                                        |
| 11                                       | Дирк Тайсман                             | 8 июня 1963 (25 лет)                     | 1,83 м                                   | 95 кг                                    | Шпандау 04                               | 7                                        | 17                                       |
| 12                                       | Рене Райман                              | 9 мая 1967 (21 год)                      | 1,89 м                                   | 82 кг                                    | Шпандау 04                               | 7                                        | 6                                        |
| 13                                       | Вернер Обшерникат                        | 9 июля 1955 (33 года)                    | 1,80 м                                   | 78 кг                                    | ДСВ 98                                   | 7                                        | 2                                        |
| Главный тренер: Николаэ Фироуи           |                                          |                                          |                                          |                                          |                                          |                                          |                                          |

Результаты
Группа A
| Место | Команда          | И | В | Н | П | МЗ | МП | МР  | Очки |
| ----- | ---------------- | - | - | - | - | -- | -- | --- | ---- |
| 1     | ФРГ              | 5 | 5 | 0 | 0 | 60 | 37 | +23 | 10   |
| 2     | СССР             | 5 | 3 | 1 | 1 | 63 | 30 | +33 | 7    |
| 3     | Италия           | 5 | 3 | 1 | 1 | 48 | 33 | +15 | 7    |
| 4     | Австралия        | 5 | 2 | 0 | 3 | 40 | 39 | +1  | 4    |
| 5     | Франция          | 5 | 1 | 0 | 4 | 43 | 54 | -11 | 2    |
| 6     | Республика Корея | 5 | 0 | 0 | 5 | 14 | 75 | -61 | 0    |

| 21 сентября 1988 | ФРГ                                                                                           | 13:11 | Австралия                                                                           | Сеул Судьи: Луис Кильеро Роберт Ли |
| 21 сентября 1988 | Счёт по четвертям: 4:4, 2:1, 3:3, 4:3                                                         |       |                                                                                     | Сеул Судьи: Луис Кильеро Роберт Ли |
| 21 сентября 1988 | Франк Отто — 4 Хаген Штамм, Дирк Тайсман — 3 Андреас Эрль, Армандо Фернандес, Рене Райман — 1 | Голы  | 4 — Кристофер Уиброу 3 — Джеффри Кларк 2 — Эндрю Керр 1 — Реймонд Майерс, Джон Фокс | Сеул Судьи: Луис Кильеро Роберт Ли |

| 22 сентября 1988 | ФРГ                                                                         | 10:9 | Франция                                                                       | Сеул Судьи: Луис Кильеро Милан Дробняк |
| 22 сентября 1988 | Счёт по четвертям: 2:2, 3:3, 1:2, 3:3                                       |      |                                                                               | Сеул Судьи: Луис Кильеро Милан Дробняк |
| 22 сентября 1988 | Хаген Штамм, Дирк Тайсман, Андреас Эрль, Рене Райман, Вернер Обшерникат — 2 | Голы | 3 — Пьерр Гарсо 2 — Филипп Эрве, Мишель Иду 1 — Бруно Буаджиан, Николя Желефф | Сеул Судьи: Луис Кильеро Милан Дробняк |

| 23 сентября 1988 | ФРГ | 18:2 | Республика Корея           | Сеул Судьи: Роберт Ли Хэ Ляньдэ |
| 23 сентября 1988 | Счёт по четвертям: 5:0, 3:1, 6:0, 4:1                                                                                    |      |                            | Сеул Судьи: Роберт Ли Хэ Ляньдэ |
| 23 сентября 1988 | Хаген Штамм — 6 Франк Отто — 3 Армандо Фернандес, Томас Хубер, Дирк Тайсман — 2 Дирк Якоби, Уве Штерцик, Рене Райман — 1 | Голы | 1 — Сон Сён Хо, Ли Тэк Вон | Сеул Судьи: Роберт Ли Хэ Ляньдэ |

| 26 сентября 1988 | ФРГ                                                                             | 10:7 | Италия                                                                           | Сеул Судьи: Томас Хермштад Антон Юсек |
| 26 сентября 1988 | Счёт по четвертям: 4:2, 2:3, 2:1, 2:1                                           |      |                                                                                  | Сеул Судьи: Томас Хермштад Антон Юсек |
| 26 сентября 1988 | Дирк Тайсман, Франк Отто — 3 Райнер Оссельман — 2 Хаген Штамм, Андреас Эрль — 1 | Голы | 3 — Массимилиано Ферретти 2 — Франческо Порцио 1 — Альфио Мизаджи, Андреа Пизано | Сеул Судьи: Томас Хермштад Антон Юсек |

| 27 сентября 1988 | ФРГ                                                                                           | 9:8  | СССР | Сеул Судьи: Эугенио Асенсио Милан Дробняк |
| 27 сентября 1988 | Счёт по четвертям: 2:4, 3:0, 4:1, 0:3                                                         |      | | Сеул Судьи: Эугенио Асенсио Милан Дробняк |
| 27 сентября 1988 | Франк Отто — 3 Райнер Оссельман — 3 Дирк Якоби, Хаген Штамм — 2 Дирк Тайсман, Томас Хубер — 1 | Голы | 2 — Сергей Котенко, Дмитрий Апанасенко 1 — Александр Колотов, Георгий Мшвениерадзе, Сергей Маркоч, Николай Смирнов | Сеул Судьи: Эугенио Асенсио Милан Дробняк |

1/2 финала
| 30 сентября 1988 | ФРГ                                                                                                | 10:14 | Югославия | Сеул Судьи: Апостолос Цантас Дьёрдь Цашар |
| 30 сентября 1988 | Счёт по четвертям: 2:3, 3:3, 2:3, 3:5                                                              |       | | Сеул Судьи: Апостолос Цантас Дьёрдь Цашар |
| 30 сентября 1988 | Райнер Оссельман — 3 Андреас Эрль, Дирк Тайсман — 2 Уве Штерцик, Райнер Оссельман, Рене Райман — 1 | Голы  | 4 — Дени Лушич, Игор Миланович 2 — Мислав Безмалинович, Томислав Пасквалин 1 — Драган Андрич, Горан Раденович | Сеул Судьи: Апостолос Цантас Дьёрдь Цашар |

Матч за 3-е место
| 1 октября 1988 | ФРГ | 13:14 | СССР | Сеул Судьи: Пьерр ван де Врекен Талук Тойджарли |
| 1 октября 1988 | Счёт по четвертям: 1:5, 6:2, 4:4, 2:3                                                                             |       | | Сеул Судьи: Пьерр ван де Врекен Талук Тойджарли |
| 1 октября 1988 | Дирк Тайсман — 4 Франк Отто — 3 Райнер Оссельман — 2 Уве Штерцик, Армандо Фернандес, Хаген Штамм, Рене Райман — 1 | Голы  | 4 — Георгий Мшвениерадзе 3 — Дмитрий Апанасенко 2 — Сергей Котенко, Сергей Наумов, Николай Смирнов 1 — Евгений Гришин | Сеул Судьи: Пьерр ван де Врекен Талук Тойджарли |

Итог: 4-е место